# Низовье (Калининградская область)
Низо́вье (до 1946 года — Вальда́у, нем. Waldau) — посёлок в Гурьевском городском округе Калининградской области Российской Федерации. Входит в состав Низовского сельского поселения.
Посёлок расположен в 15-ти километрах к востоку от города Калининграда.

## История
Поселение относится к исторической области Самбия. Впервые селение Вальдау упоминается в 1258 году как относящееся к приходу церкви Арнау. В 1264 году два знатных самбийских прусса присягнули на верность Тевтонскому ордену и получили разрешение заложить здесь замок. С 1457 года замок служил временной летней резиденцией Великому магистру Тевтонского ордена.
Около 1860 года замок Вальдау перестроен для учебных целей и в нём расположилась основанная в 1858 году сельскохозяйственная высшая школа. В 1868 году она переехала в Кенигсберг. С 1870 года в замке Вальдау стал функционировать педагогический семинар, ранее объединенный с Королевским приютом. После Первой мировой войны семинар прекратил свою деятельность.
Во время Великой Отечественной войны, в ходе стратегической Восточно-Прусской наступательной операции 1945 года против войск нацистской Германии на Кёнигсбергском направлении, 6—9 апреля 1945 года Красная армия штурмом взяла восточно-прусский город-крепость Кёнигсберг и прилегающую к нему территорию, в состав которой входил и Вальдау. В ходе боевых действий населённый пункт не пострадал.
В 1946 году, после заключения Потсдамского соглашения 1945 года, населённый пункт Вальдау вошёл в состав новообразованной Калининградской области РСФСР и был переименован в посёлок Низовье.

## Население
| 2002 | 2010 |
| ---- | ---- |
| 706  | ↘703 |

## Достопримечательности
- Замок «Вальдау» (1264 года)[4];
- Памятник жертвам Первой мировой войны;
- Мемориальный комплекс (1982 года) на братской могиле советских воинов, погибших в январе 1945 года[5];
- Музей «Вальдавский замок»;
- Памятный знак о пребывании в конце мая 1697 года в замке «Вальдау» царя Петра Первого с Великим российским посольством.

## Галерея
- Замок «Вальдау» в посёлке Низовье.
- Памятник жертвам Первой мировой войны в посёлке Низовье.
- Мемориальный комплекс (1982 года) на братской могиле советских воинов, погибших в январе 1945 года
- Мемориальный комплекс (1982 года) на братской могиле советских воинов, погибших в январе 1945 года
- Мемориальный комплекс (1982 года) доска с именами. Убенов Кабас и другие
- Мемориальный комплекс (1982 года) на братской могиле советских воинов, погибших в январе 1945 года